# タリアテッレ

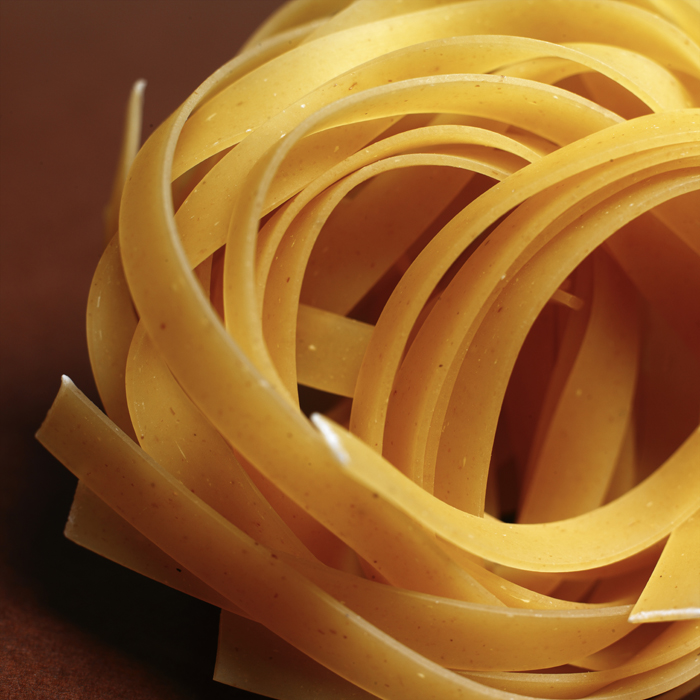

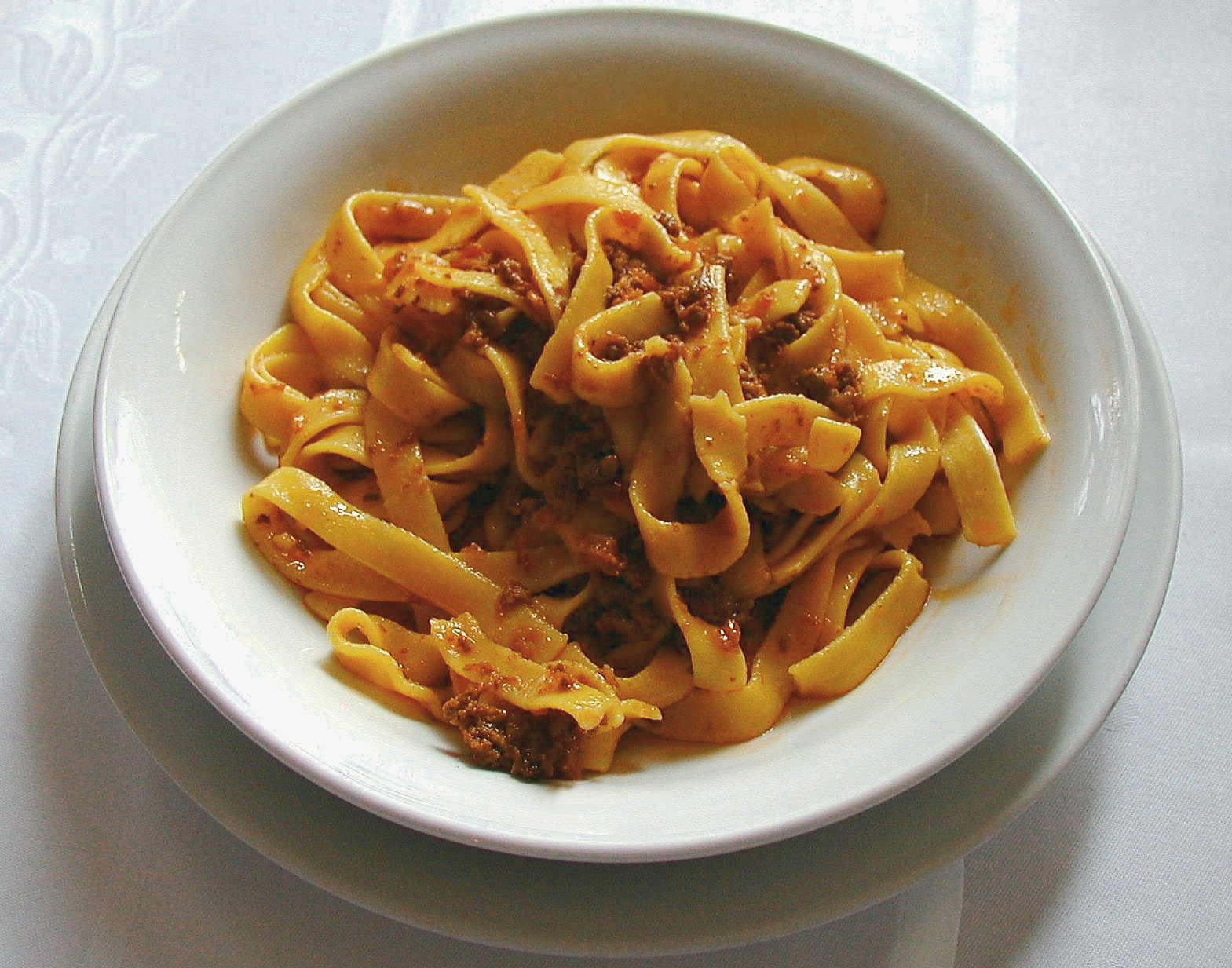
伝統的にタリアテッレと和えて調理されたボロネーゼ（タリアテッレ・アル・ラグー）

タリアテッレ（Tagliatelle, タッリャテッレ、タッギャテッレ、タリアテーレ）は、イタリア北部にて用いられるパスタの一種である。細長いリボン状で厚さ1ミリメートル、幅は8ミリメートルほど。イタリア語で「切る」を意味する tagliare の派生語である。
ボローニャではミートソースであえるのが定番。
イタリア中南部ではこのタイプの麺をフェットゥチーネと呼ぶ。両者は基本的に違いはないが、フェットゥチーネと比してタリアテッレは若干薄く、幅も狭い。タリアテッレより少し細い麺はタリオリーニと呼ぶ。